# Rama Prabha
Rama Prabha (ur. 1947 w Santhanuthalapdu) – indyjska aktorka filmowa.
Urodziła się w Madanapalli. Początkowo tancerka klasyczna, w 1966 rozpoczęła pracę w Tollywood (film Chilaka Gorinka). W latach 70. i 80. współpracowała z komikiem Rają Babu, występując z nim w przeszło 100 obrazach. Partnerowała również aktorom takim jak Chalam, Ramakrishna, Shoban Babu czy Krishna. Zagrała w blisko 1000 filmów, inne źródła mówią o ponad 1400. Pojawiała się również w filmach tworzonych w Kollywood.